# Amaurobiidae
Amaurobiidae este o familie de păianjeni araneomorfi. Familia include 643 specii grupate în 71 de genuri. Acești păianjeni se aseamnănă cu cei din familia Agelenidae, numai că au picioare mai scurte și organe filiere mai mici. Adulții sunt mici, lungimea lor variind între 3 și 16 mm. Ei țes o pânză cu fire conică. 

## Descriere

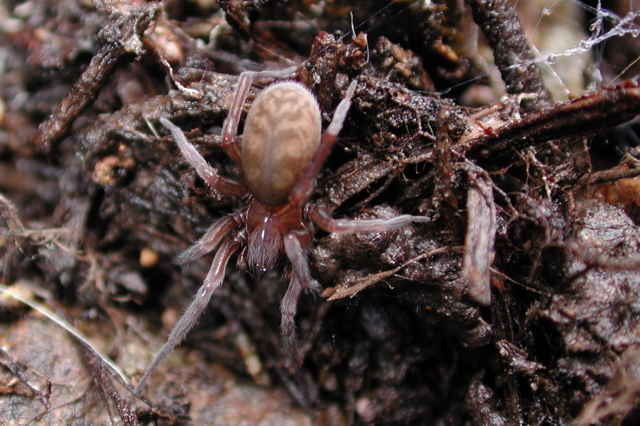
Pimus sp.

Majoritatea speciilor amaurobiide sun cribellate. Dar unele genuri transferate la Amaurobiidae de la alte familii sunt ecribellate, de exemplu Coelotes, precum și alte genuri din subfamilia Coelotinae. Păianjenii posedă trei gheare tarsale, 8 ochi aranjați în două rânduri câte 4. Ochii mediani anteriori sunt negri, cei laterali sunt de la gri spre alb. Carapacea ce acoperă prosoma are zona cefalică puțin mai proeminentă. Marginile laterale ale sternului (partea ventrală a prosomei) sunt adesea sinuoase. Chelicerele sunt, relativ, puternice și, de obicei, mai subțiri la masculi. Labium (formațiune cu rol de buză) este de forma unui pătrat sau dreptunghi rotunjit. Opistosoma este, predominant, de culoare maro sau gri, de multe ori foarte întunecată și cu marcaje mai deschise asemenea săgeților, mai mult sau mai puțin distincte. Corpul este dens acoperit de păr fin de diferite dimensiuni. Picioarele masculilor sunt mai lungi decât a femelelor. Picioarele sunt uniform colorate dar, uneori, cu dungi mai întunecate. 

## Modul de viață
Familia cuprinde specii nocturne. Ei construiesc pânze de formă conică (a nu se confunda cu păianjenii din familia Agelenidae, care țes aproximativ aceeași formă de pânză). Habitatele locuite de aceștia sunt foarte variate. Majoritatea speciilor, genurile Amaurobius și Callobius își amplasează pânzele în crăpăturile din scoarța copacilor, lângă garduri, printre frunzele și crengile arbuștilor. Cei din urmă preferă locurile mai aproape de sol. Altele locuiesc, genurile Coelotes și Eurocoelotes în peșteri, printre pietre și stânci. Unele specii ale genului Amaurobius se găsesc frecvent în mediul urban, în special speciile Amaurobius similis și Amaurobius ferox.

## Răspândire
Familia Amaurobiidae se întâlnește în cele două Americi, Asia (cu excepția Indiei, Indochinei și Peninsulei Arabice), nordul Africii, Etiopia, Africa de Sud, vestul Australiei și în Noua Zeelandă.